# Eidgenössisches Büro für die Gleichstellung von Frau und Mann

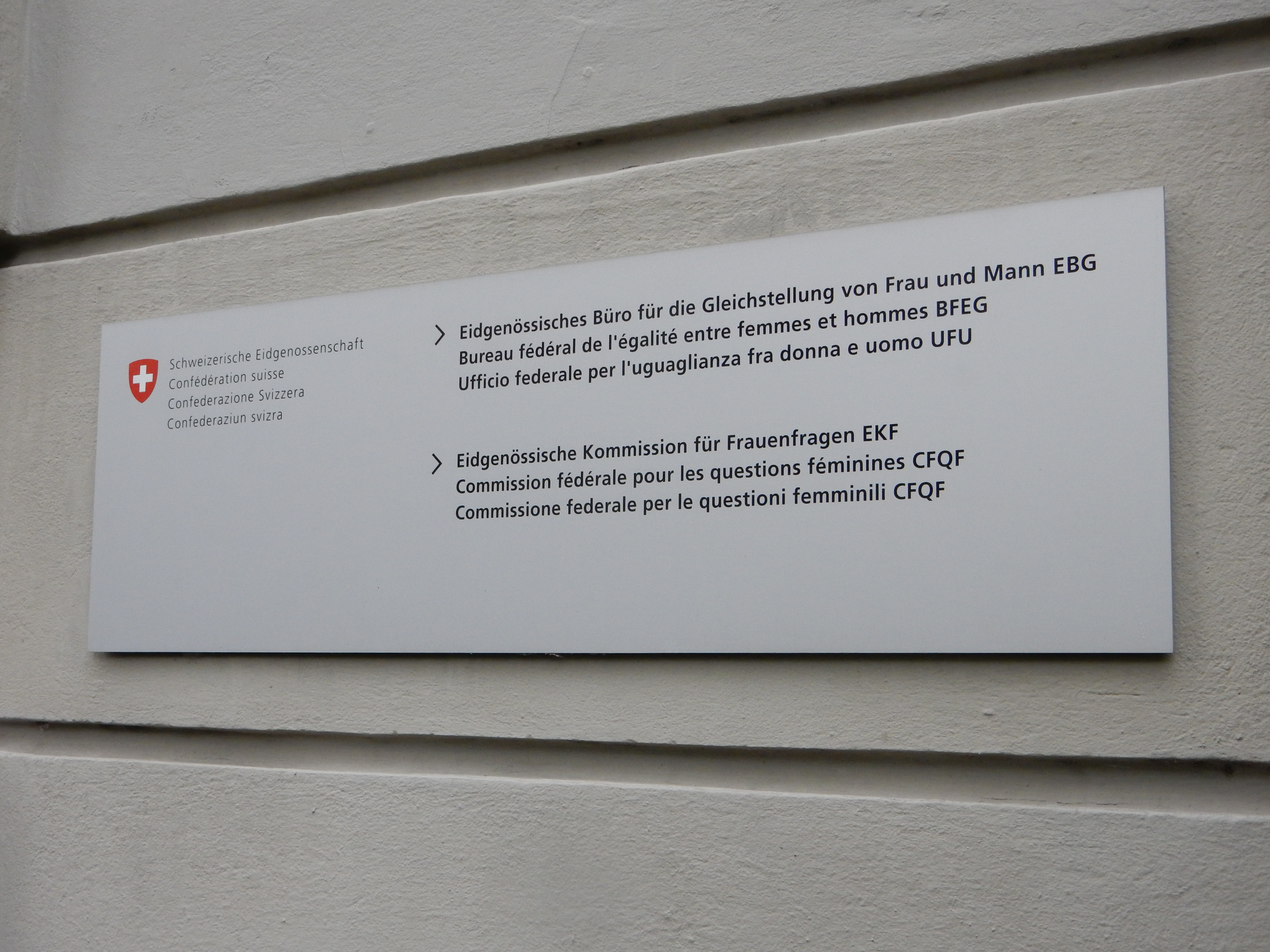
Eidgenössisches Büro für die Gleichstellung von Frau und Mann und Eidg. Kommission für Frauenfragen

Gleichstellungsbüros (auch: Fachstellen für Gleichstellung, Beauftragte für Gleichstellung, Gleichstellungsbeauftragte) setzen sich als Stellen der öffentlichen Hand für die Förderung der rechtlichen und tatsächlichen Gleichstellung von Frau und Mann in allen Lebensbereichen ein. Die wichtigsten Handlungsfelder der Förderung der Gleichstellung sind Erwerbsleben, Familie, Bildung, Politik und Gesellschaft.
Zusätzlich zu den Gleichstellungsstellen der öffentlichen Hand gibt es auch bei den Sozialpartnern und in Unternehmen bzw. Organisationen Fachpersonen, welche im entsprechenden Wirkungsfeld für das Dossier Gleichstellung der Geschlechter zuständig sind (Gleichstellungsbeauftragte, Gender-Fachpersonen).

## Gleichstellungsstellen in der Schweiz
In der Schweiz gibt es auf nationaler Ebene seit 1988 das Eidgenössische Büro für die Gleichstellung von Frau und Mann (EBG), welches dem Eidgenössischen Departement des Innern untergeordnet ist. Sein Auftrag ist die Förderung der Gleichstellung der Geschlechter in allen Lebensbereichen, d. h. die Beseitigung jeglicher Form von direkter und indirekter Diskriminierung. Das EBG ist im Bereich Information und Sensibilisierung tätig, stellt konkrete Instrumente für Arbeitgebende, Arbeitnehmende und Verbände zur Verfügung und verfasst Stellungnahmen zu aktuellen Themen. Weiter ist das EBG zuständig für die Vergabe von Finanzhilfen nach Gleichstellungsgesetz.
Auf regionaler Ebene gibt es in 17 der 26 Schweizer Kantone eine entsprechende kantonale Fachstelle sowie zusätzlich lokale Gleichstellungsbüros in fünf Städten. Die einzelnen Gleichstellungsbüros übernehmen verschiedene Aufgaben. Sie sind für die Umsetzung der Gleichstellung der Geschlechter im entsprechenden geografischen Raum zuständig, teilweise gehört es auch zu ihrer Aufgabe, die Gleichstellung beim Kanton bzw. der Stadt als Arbeitgeber zu fördern. Häufig liegt der Schwerpunkt der Arbeiten stärker im Bereich der Veränderung von Strukturen als in der Individualhilfe.
Um ihre Aufgabe zu erfüllen, arbeiten die Gleichstellungsbüros mit anderen Stellen der öffentlichen Hand, Sozialpartnern, Frauen- und Männerorganisationen und anderen wirtschaftlichen und gesellschaftlichen Akteuren zusammen. Vielerorts werden diese über permanente Gleichstellungskommissionen der Regierungen eingebunden (auf nationaler Ebene die Eidgenössische Kommission für Frauenfragen).
Die nationalen, kantonalen und städtischen Stellen sind in der Schweizerischen Konferenz der Gleichstellungsbeauftragten vereint. Der Konferenz gehört mit Beobachterinnenstatus auch die entsprechende nationale Fachstelle des Fürstentums Liechtenstein an.
Politisch wird der Nutzen von Gleichstellungsbüros in parlamentarischen Vorstössen regelmässig in Frage gestellt. Im Kanton Basel-Landschaft wurde eine Volksinitiative der Schweizerischen Volkspartei (SVP) zur Abschaffung der Fachstelle für Gleichstellung eingereicht. Sie wurde 2008 von den Stimmberechtigten des Kantons mit 63 % Nein-Stimmen abgelehnt.
Der Bundesrat hat Stéphanie Lachat zur neuen Co-Direktorin und Gian Beeli zum neuen Co-Direktor des EBG ernannt. Sie traten am 1. September 2024 die Nachfolge von Sylvie Durrer an.

## LGBTI
Im EBG werden seit 2024 Fragen betreffend die Gleichstellung von lesbischen, schwulen, bisexuellen, trans- sowie intergeschlechtlichen Personen (LGBTI) behandelt.

## Personalbestand ab 2001
| Jahr | Vollzeitstellen |
| ---- | --------------- |
| 2001 | 11              |
| 2002 | 11              |
| 2003 | 13              |
| 2004 | 14              |
| 2005 | 14              |
| 2006 | 11              |
| 2007 | 12              |
| 2008 | 14              |
| 2009 | 13              |
| 2010 | 12              |
| 2011 | 12              |
| 2012 | 13              |
| 2013 | 12              |
| 2014 | 14              |
| 2015 | 14              |
| 2016 | 17              |
| 2017 | 14              |
| 2018 | 14              |
| 2019 | 15              |
| 2020 | 18              |
| 2021 | 18              |
| 2022 | 20              |
| 2023 | 21              |
| 2024 | 24              |